# スイス国鉄Re460形電気機関車

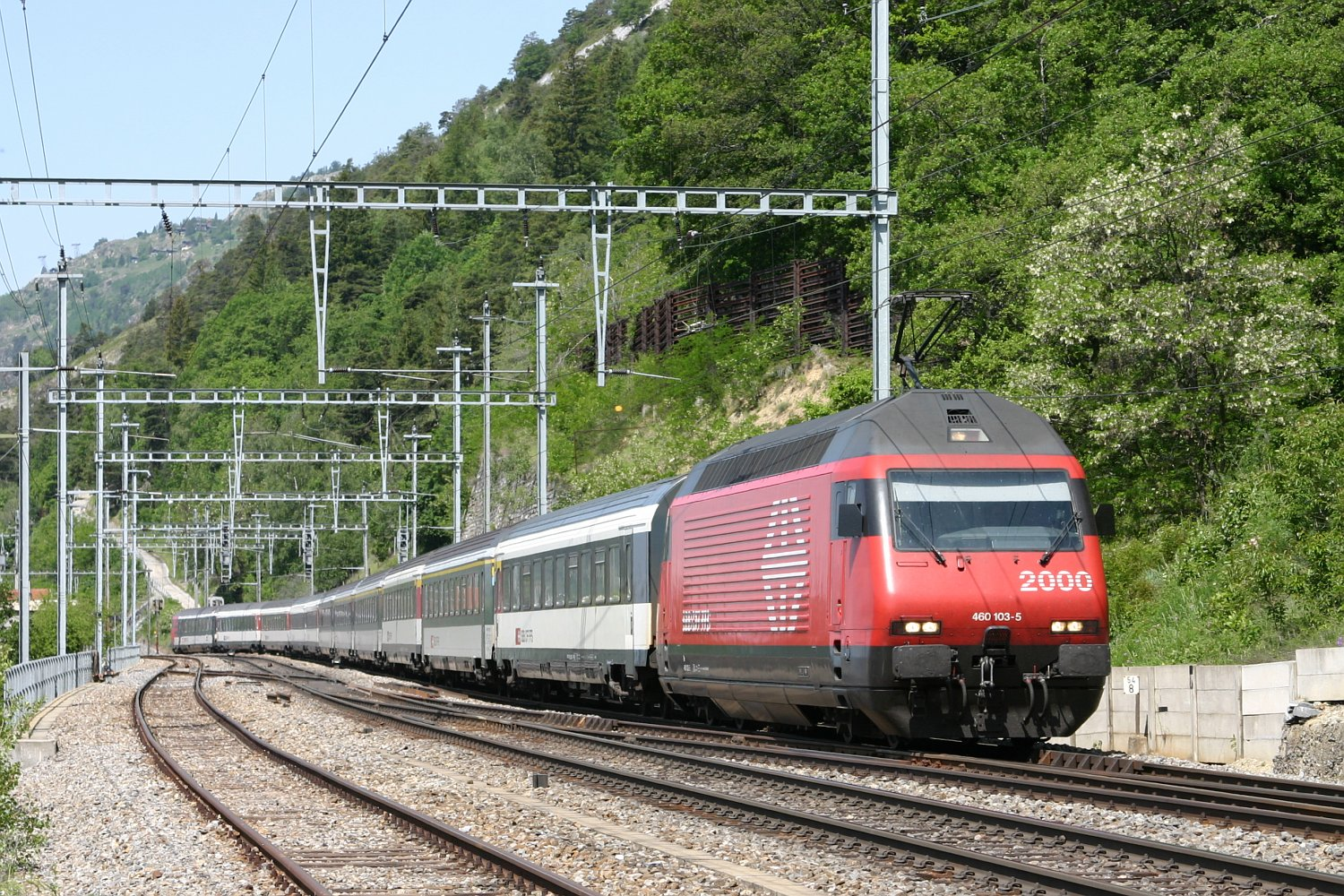
旅客列車を牽引するRe460 103号機、ホーテン付近

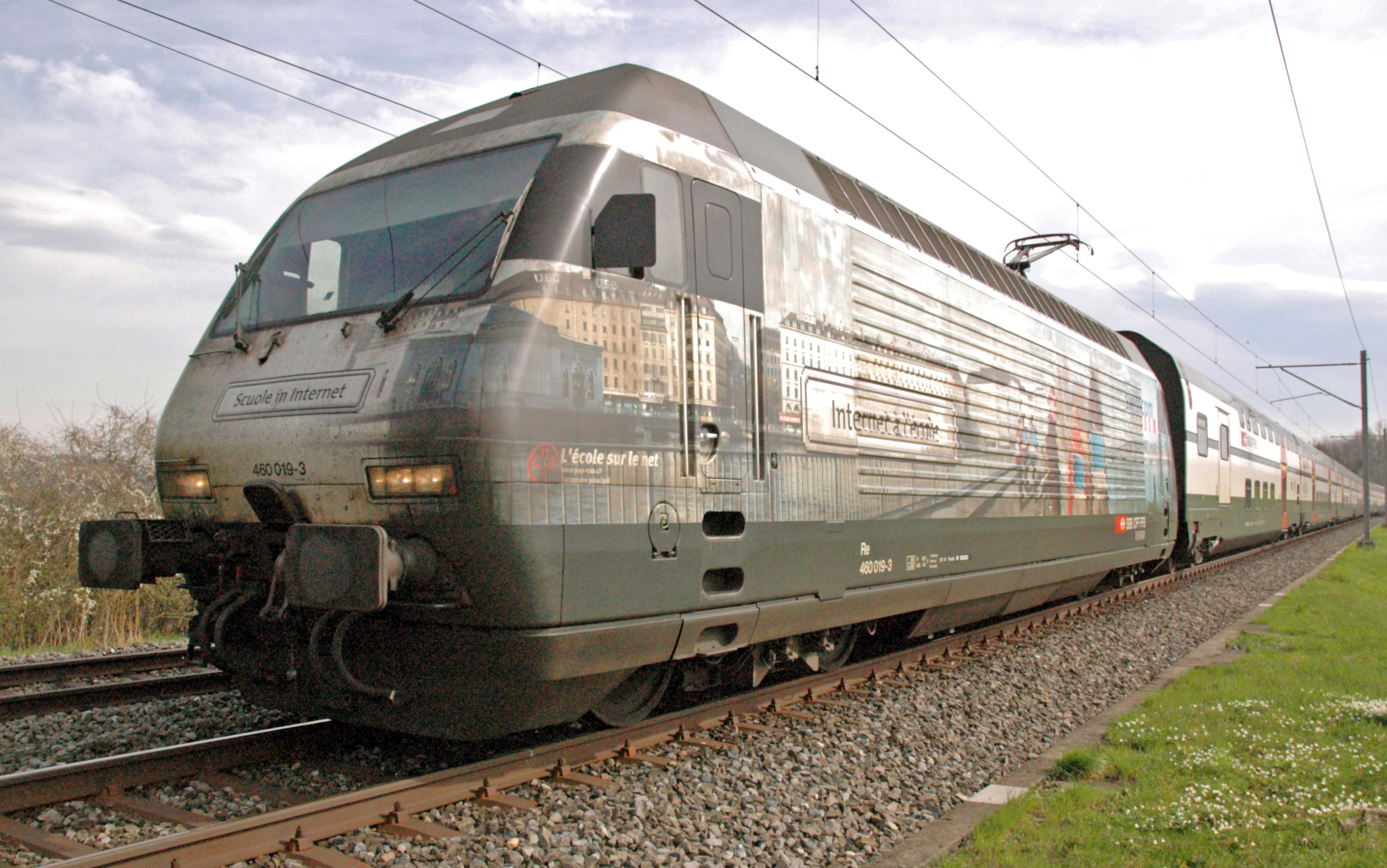
Re460 019号機、広告塗装機

スイス国鉄Re460形電気機関車(スイスこくてつRe460がたでんきかんしゃ)は、スイスのスイス連邦鉄道（スイス国鉄、SBB）の本線系統で使用される電気機関車である。

## 概要
スイス国鉄が推進する高速化、接続の改善、車両の近代化などを柱とする鉄道網改良計画である「バーン2000計画」の要となる200km/h列車の牽引が可能な電気機関車として高速旅客列車用および貨物列車用に119両（機番460 000-118）が製造されたもので、ピニンファリーナによるデザイン、VVVFインバータ制御による最大300kNの牽引力と230km/hの最高速度、自己操舵台車により半径300mの曲線を104km/hで走行できる高い曲線走行性能を特徴とする強力機であり、通称「Lok2000」と呼ばれている。
まずインターシティなどの高速列車用として1987年と1989年に1、2次車として12両ずつが、ついで貨物列車用として1990年に3次車75両が、その後追加として4次車20両が発注され、1990年11月12日には初号機がロールアウトしている。なお、これらの機体は計画時にはスイス国鉄方式の形式名であるRe4/4VI形10701-号機となる予定であったが、現車は新しいUIC方式の形式名であるRe460形000-号機として落成している。
製造は車体、機械部分、台車をSLM、電機部分、主電動機をABBが担当したが、Re450形と並行して生産されていたため、SLMの製造能力の関係で3次車のうち30両は車体をドイツのクラウス＝マッファイで製造している。
なお、本機をベースに2電源機のRe462形や6軸機が計画されたが、本機の価格が1両約370万ユーロと高価であることと、TRAXXシリーズやユーロスプリンターシリーズなどの多国間走行が可能な国際共通の汎用機の登場によりいずれも実現していない。
なお、開発時の性能要件は以下の通り
- IC2000系客車を牽引してプッシュプル式の高速旅客列車として運行する
- 設計最高速度230km/hとする
- 27パーミルの勾配区間で650tを牽引して旅客列車では80km/h、貨物列車では75km/hで走行可能であり、電気ブレーキは回生ブレーキとする
- 4重連までの重連総括制御が可能
- 将来的に多電源機などへの展開を可能とする設計とする

各ロットの機番、SLM製番、製造年は以下の通り
- Re460 000-011 - 5403-5414 - 1992年
- Re460 012-023 - 5473-5484 - 1992-93年
- Re460 024-098 - 5501-5575 - 1993-94年
- Re460 099-118 - 5666-5685 - 1994-96年

また、各機体の機番と機体名は以下の通り
| 機番  | 機体名                  | 機番  | 機体名             | 機番  | 機体名        | 機番  | 機体名                       | 機番  | 機体名      | 機番  | 機体名            |
| 000-3 | Grauholz                | 020-1 |                    | 040-9 | Napf          | 060-7 | Val-de Travers               | 080-5 | Tre Valli   | 100-1 | Tösstal           |
| 001-1 | Lötschberg              | 021-9 |                    | 041-7 | Mendrisiotto  | 061-5 | Wiggertal                    | 081-3 | Pfänder     | 101-9 | Magic Ticket      |
| 002-9 | Seeland                 | 022-7 | Sihl               | 042-5 | Albis         | 062-3 |                              | 082-1 | Ceresio     | 102-7 | Lägern            |
| 003-7 | Milieu du Monde         | 023-5 | Wankdorf           | 043-3 | Dreispitz     | 063-1 | Brunegg                      | 083-9 |             | 103-5 | Heitersberg       |
| 004-5 | Uetliberg               | 024-3 | Rheintal           | 044-1 | Zugerland     | 064-9 | Mythen                       | 084-7 | Helvetia    | 104-3 | Toggenburg        |
| 005-2 | Val d'Anniviers         | 025-0 | Striegel           | 045-8 | Rigi          | 065-6 | Rotsee                       | 085-4 | Pilatus     | 105-0 | Fürstenland       |
| 006-0 | Lavaux                  | 026-8 | Fricktal           | 046-6 | Polmengo      | 066-4 | Finse                        | 086-2 | ägerisee    | 106-8 | Munot             |
| 007-8 | Junior                  | 027-6 | Joggeli            | 047-4 | Maderanertal  | 067-2 | Hohle Gasse                  | 087-0 | Säuliamt    | 107-6 | Glärnisch         |
| 008-6 | La Gruyère              | 028-4 | Seetal             | 048-2 | Züri Wyland   | 068-0 | Gütsch                       | 088-8 | Limmat      | 108-4 | Engadin           |
| 009-4 | Le Jet d'eau            | 029-2 | Eulach             | 049-0 | Pfannenstiel  | 069-8 | Verkehrshaus                 | 089-6 | Freiamt     | 109-2 | Alpstein          |
| 010-2 | Löwenberg               | 030-0 | Säntis             | 050-8 | Züspa         | 070-6 |                              | 090-4 | Goffersberg | 110-0 | Mariaberg         |
| 011-0 | Léman                   | 031-8 | Chaumont           | 051-6 | Staffelegg    | 071-4 | Mittelland                   | 091-2 | Werdenberg  | 111-8 | Kemp              |
| 012-8 | Erguël                  | 032-6 | Leutschenbach II   | 052-4 | Eigenamt      | 072-2 | Reuss                        | 092-0 | Fridolin    | 112-6 | Thurtal           |
| 013-6 | Nord Vaudois            | 033-4 |                    | 053-2 | Suhrental     | 073-0 | DRS 1 Monte Ceneri           | 093-8 | Rhein       | 113-4 | Irchel            |
| 014-4 | Val-du-Trient           | 034-2 | Aare               | 054-0 | Dreiländereck | 074-8 |                              | 094-6 | Rätia       | 114-2 | Circus Knie       |
| 015-1 | uf u dervo              | 035-9 |                    | 055-7 | Lillehammer   | 075-5 | Schafmatt                    | 095-3 | Bachtel     | 115-9 | Heidiland         |
| 016-9 | Rohrdorferberg Reusstal | 036-7 | Franches Montagnes | 056-5 |               | 076-3 | Leventina                    | 096-1 | Furttal     | 116-7 | Ostschweiz        |
| 017-7 | Les Diablerets          | 037-5 | Sempacher See      | 057-3 | Val-de-Ruz    | 077-1 | Chunnel                      | 097-9 | Studenland  | 117-5 | Zürichsee         |
| 018-5 |                         | 038-3 | Hauenstein         | 058-1 | La Côte       | 078-9 | Monte Generoso               | 098-7 | Balsberg    | 118-3 | Gotthard/Gottardo |
| 019-3 | Terre Sainte            | 039-1 | Rochers-de-Naye    | 059-9 | La Béroche    | 079-7 | Weissenstein / Morgenstraich | 099-5 | Bodensee    |       |                   |

## 仕様

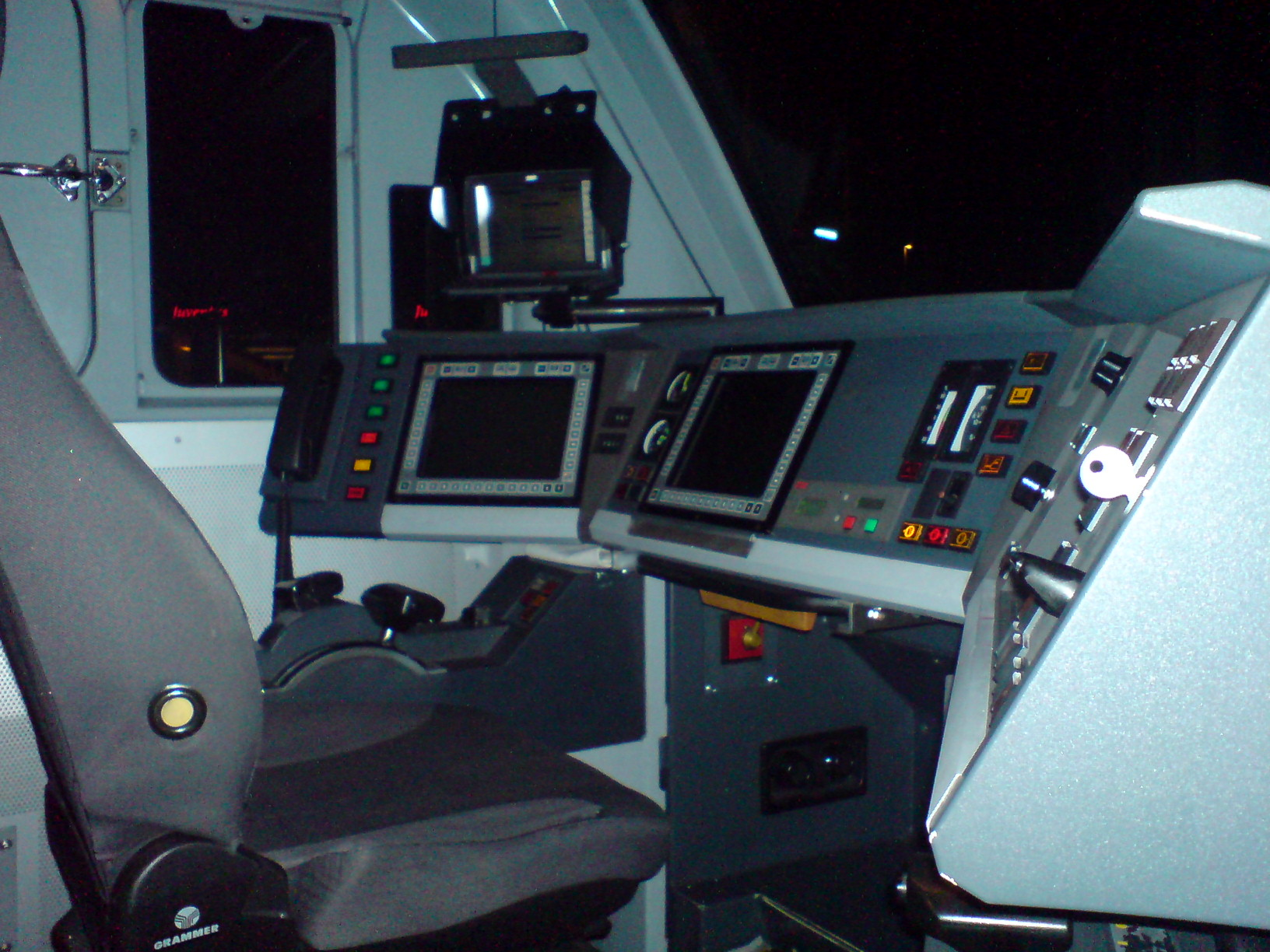
Re460形とほぼ同一のIC2000の制御客車の運転席、メーター類の配置のみ一分異なる

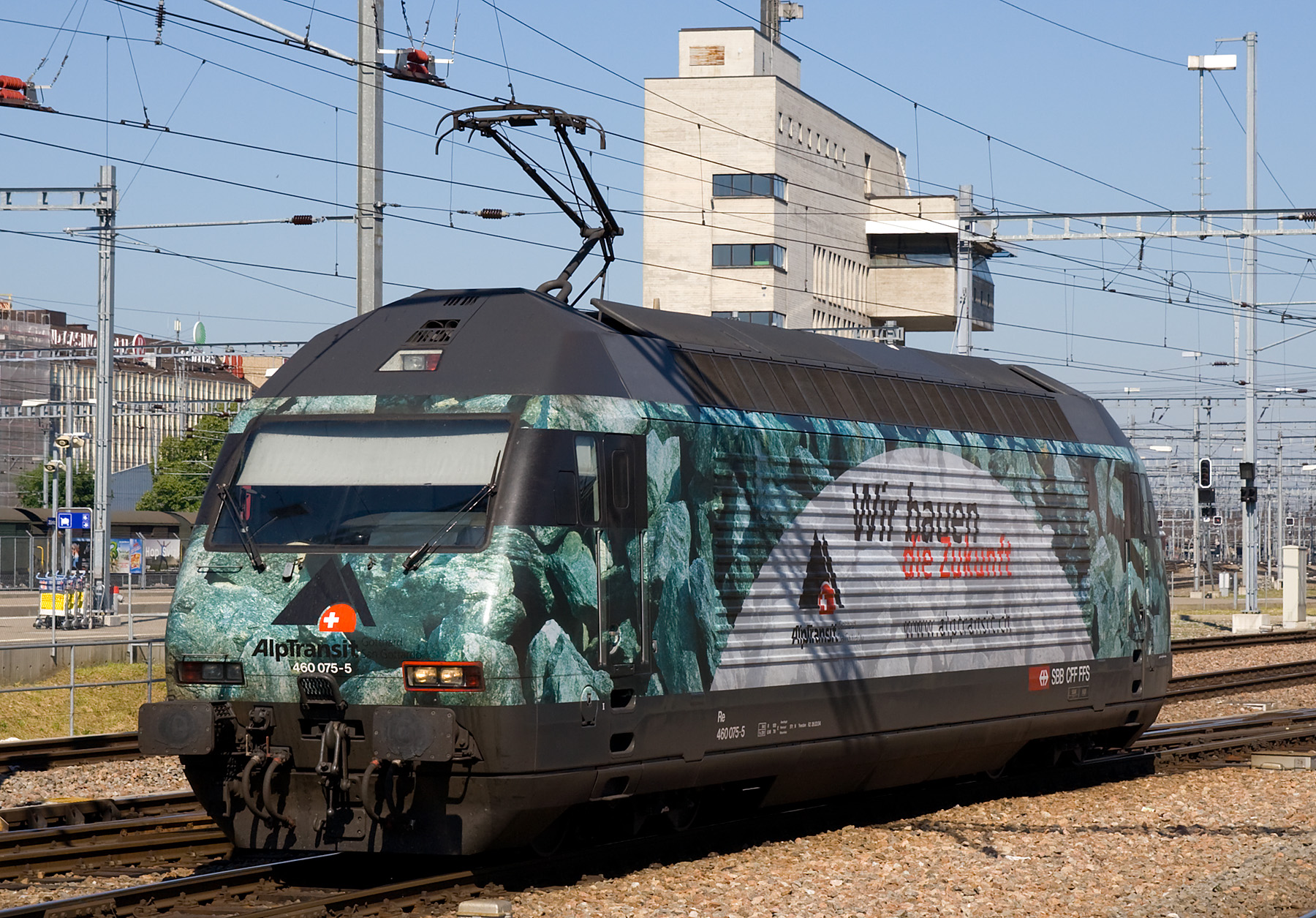
広告塗装機の例、アルプトランジット・ゴッタルド株式会社の広告のRe460 075号機

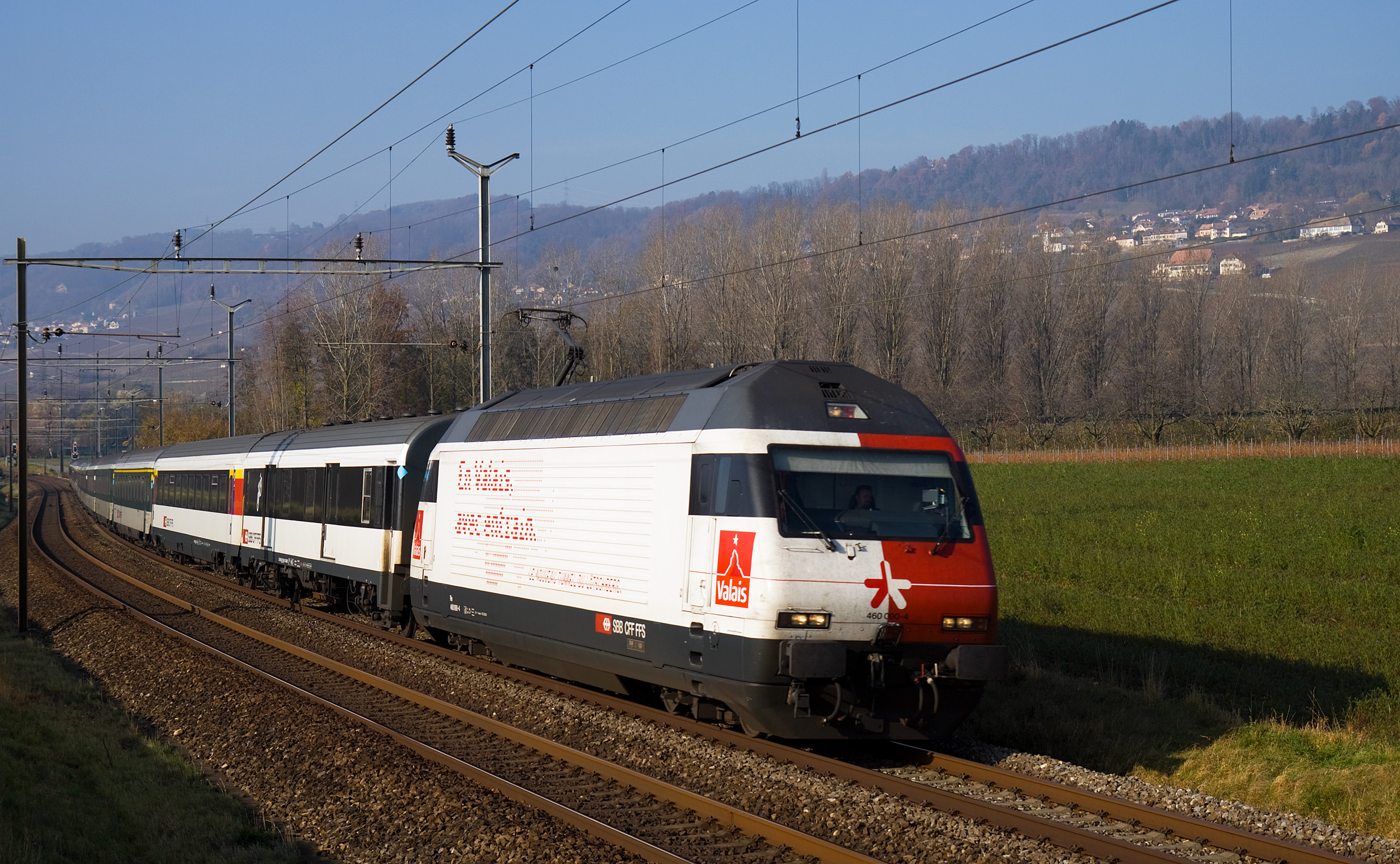
広告塗装機の例、ヴァレー州の広告のRe460 090号機

### 車体
- 鋼材およびFRPやポリエステル等を積層した複合材料を使用して構成されており、正面は曲線を基調とした流線型で、列車先頭時の空気抵抗とともに客車との連結面の整流にも考慮した形状としている。屋根は機器冷却気吸入口の並ぶ肩部とその上部で2段階に絞られる形状で、高速走行時の空気の整流を考慮して集電装置も折りたたみ時には屋根の中に収納される構造である。
- 車端耐荷重1500kNの台枠は鋼材を箱型に組んで構成されており、台車もその中にはまり込む形で装備されるが、さらに台枠下部には整流のための複合材料製のスカートが全長にわたって取付けられているほか、運転室正面および側面、屋根前頭部および屋根上機器カバー、台枠前部カバーなども複合材料製である。車体側面はコルゲーション付鋼板であるが空気抵抗を考慮してコルゲーションは丸みを帯びたものとなっている。
- 車体デザインはイタリアのピニンファリーナ社[4]でなされたものであり、運転台下にはピニンファリーナのロゴが小さく入っている。
- 正面は非貫通で大型の曲面1枚ガラス窓が付き、上部中央と下部左右の3箇所に角型の前照灯・尾灯のユニットが埋め込まれている。連結器はねじ式連結器で緩衝器（バッファ）が左右、フック・リングが中央にある。
- 屋根肩部には冷却気吸入口のルーバーが並んでいるが、この部分を含め屋根はほぼ全長にわたり取外しが可能な構造で、機器の交換等ができるようになっている。また、機器室は中央通路式で、ほぼ点対象に2台の台車毎の電気機器が設置されている。
- 運転室は高速走行に備えて与圧されており、運転時は乗務員席横の肘掛位置に設けられたサイドスティック式のマスターコントローラーにより操作を行う。運転室横の窓は下落とし式で、その前部には電動式のバックミラーが埋込式に設置されている。また、計器類には一部液晶ディスプレイが採用されていたが、後にETCS[5]およびGSM-R[6]からなるERTMS[7]に対応した統合表示装置が設置されてほぼ全面的に液晶ディスプレイ化されている。
- 塗装
  - 車体塗装[8]は赤をベースに車体裾部が黒に近いダークグレーで正面窓横から側面の乗務員室扉にかけての窓部分が黒、側面には波板にあわせてデザインされたスイス国鉄のマークとスイス国鉄のロゴが、正面窓右下にはLok2000に因み「2000」のロゴが入る。なお、屋根はダークグレー、床下機器と台車は黒に近いダークグレーである。また、多くの機体に固有名がつけられている。
  - 全面および部分広告機として計61両に延べ100種以上の広告塗装がなされている。

### 走行機器
- 主電動機は連続定格出力1200kW、最大出力1560kWのABB製Typ 4-FXA 7065かご形三相誘導電動機 を4台搭載し、連続定格牽引力194kN、最大牽引力300kNの性能を発揮する。冷却はファンによる強制通風式で、冷却風は屋根肩部の冷却器吸入口から吸入する。
- 台車は軸距2800mm、車輪径1100mmのボルスタレス式操舵台車として、曲線区間での高速走行に対応し、半径300mの曲線で104km/hでの走行を可能としている。なお、バーン2000計画でインターシティ列車の運行を計画していた1070kmの区間のうち半径300m以上の曲線区間および直線区間は99.9%となっている。
- 軸箱支持方式は片持式、牽引力伝達は1本リンク式で、枕バネ、軸バネともにコイルバネとし、いずれもオイルダンパを併設している。また、主電動機枠部と車体をリンクで接続して仮想の台車中心を設定しているほか、駆動装置と車体間にも横ダンパを設置している。
- 片持式の軸箱支持装置の支点が前後方向にスライドすることで車軸を最大4°まで変位させることができ、また、それぞれの軸箱支持装置の支点をリンクにより結合することで車軸の左右の軸箱の変位量および台車の前後の車軸の変位角を均等なものとしている。
- 主電動機は台車枠に装荷されて積層ゴム式の駆動装置で動輪に伝達される方式となっている。これはABB製のスプリングドライブの金属バネ部分を積層ゴムとしたもので、クイル式に似た可撓機構を大歯車と動軸と同心の中空軸間および中空軸と動軸間に設けることで動軸の変位に対応している。駆動装置は2段減速式で、減速比は1:3.6667である。
- 空気ブレーキ装置はFVS 720ブレーキ弁装置とFVA 150ブレーキ継電器装置をFBA 900-001ブレーキ制御装置で制御するほか、60km/hまで使用可能な入換用ブレーキとしてFVS 730ブレーキ弁装置を搭載する。また、基礎ブレーキ装置として、焼結合金製の制輪子を使用するユニットブレーキ方式の踏面ブレーキを片押し式に装備するほか、台車中央のレール上部に渦電流式レールブレーキを装備する。

### 電気機器
- 制御方式は主変換装置にGTOサイリスタを使用したコンバータ・インバータ式で、インバータ部は3レベルである。1台の主変換装置で台車ごとの2台の主電動機を制御する方式で、装置も台車毎に一体化された2台のユニットとして車体内に設置され、変圧器本体は床下に搭載される。いずれも冷却方式は油冷式で冷却用のオイルポンプとオイルクーラーを装備しており、冷却風は屋根上中央部の吸気口から吸入する。
- 主回路の真空遮断器は定格電流800AのType BVAC 15.08.25が1台、主変圧器はアルミ筐体のTyp LOT5400で出力は主変換装置用の1783V/630A×4のほか、列車電源用の1000V/800A、補助電源装置用804V/285A、低圧電源用110/220V/69/74Aとなっている。また、主変換装置は4.5kVのGTOサイリスタを使用したTyp ZV31-4225をコンバータ部は4台、インバータ部は3台使用して、AC3.5kV 16.7Hzの入力を三相0-2640V 0-147Hzに変換するものでこれを2組搭載している。
- ブレーキ装置は主変換装置による回生ブレーキのほか空気ブレーキ、渦電流式レールブレーキを装備する。
- 車両制御システムは、スイス国鉄Re450形のMICAS-Sから発展した同じABB製のMICAS-S2を搭載しており、このシステムは制御システム、モニタシステム、列車内データ伝送システム、光ファイバーを使用した機関車内データ伝送システムから構成され、車両内の各機器を統合している。
- そのほか、パンタグラフはシングルアーム式で定格電流600AのTyp WBL 85-SBBを2台搭載するほか、補助電源装置インバータ・コンバータ式で三相380V50Hz出力のものを4台装備し、2台がそれぞれ主電動機送風機2台とオイルクーラー1台ずつを駆動、1台が電動空気圧縮機を駆動、1台がオイルポンプ4台の駆動と蓄電池充電用となっている。
- 空気圧縮機は容量3800l/minのTyp MSR 63 DT、主電動機送風機とオイルクーラーは送風量を3段階に制御できるものでいずれも一部の冷却気は電気機器の冷却にも使用され、オイルポンプは主変圧器用が容量1000l/min、主変換装置用が容量900l/minである。

### 主要諸元
- 軌間：1435mm
- 電気方式：AC15kV 16.7Hz 架空線式
- 最大寸法：全長18500mm、全幅3000mm、全高4310mm（パンタグラフ折畳時）
- 軸距：2800mm
- 台車中心間距離：11000mm
- 自重：84t
- 走行装置
  - 主制御装置：GTOサイリスタ使用のVVVFインバータ制御
  - 主変圧器：Type LOT5400×1台（連続定格容量：走行用4500kVA/全体5350kVA、最大容量：走行用8360kVA/全体9450kVA）
  - 主電動機：Type 4-FXA 7065かご形三相誘導電動機×4台（連続定格出力：1200kW、最大出力：1560kW）
  - 減速比：2.6667
- 牽引力
  - 牽引力：194kN（連続定格出力、88km/h）、300kN（最大出力、76km/h）いずれも力行・ブレーキとも
  - 牽引トン数：650t（27パーミル、80km/h）
- 最高速度：230km/h（設計最高速度）、200km/h（運転最高速度）
- ブレーキ装置：回生ブレーキ、空気ブレーキ、渦電流レールブレーキ

## 運行

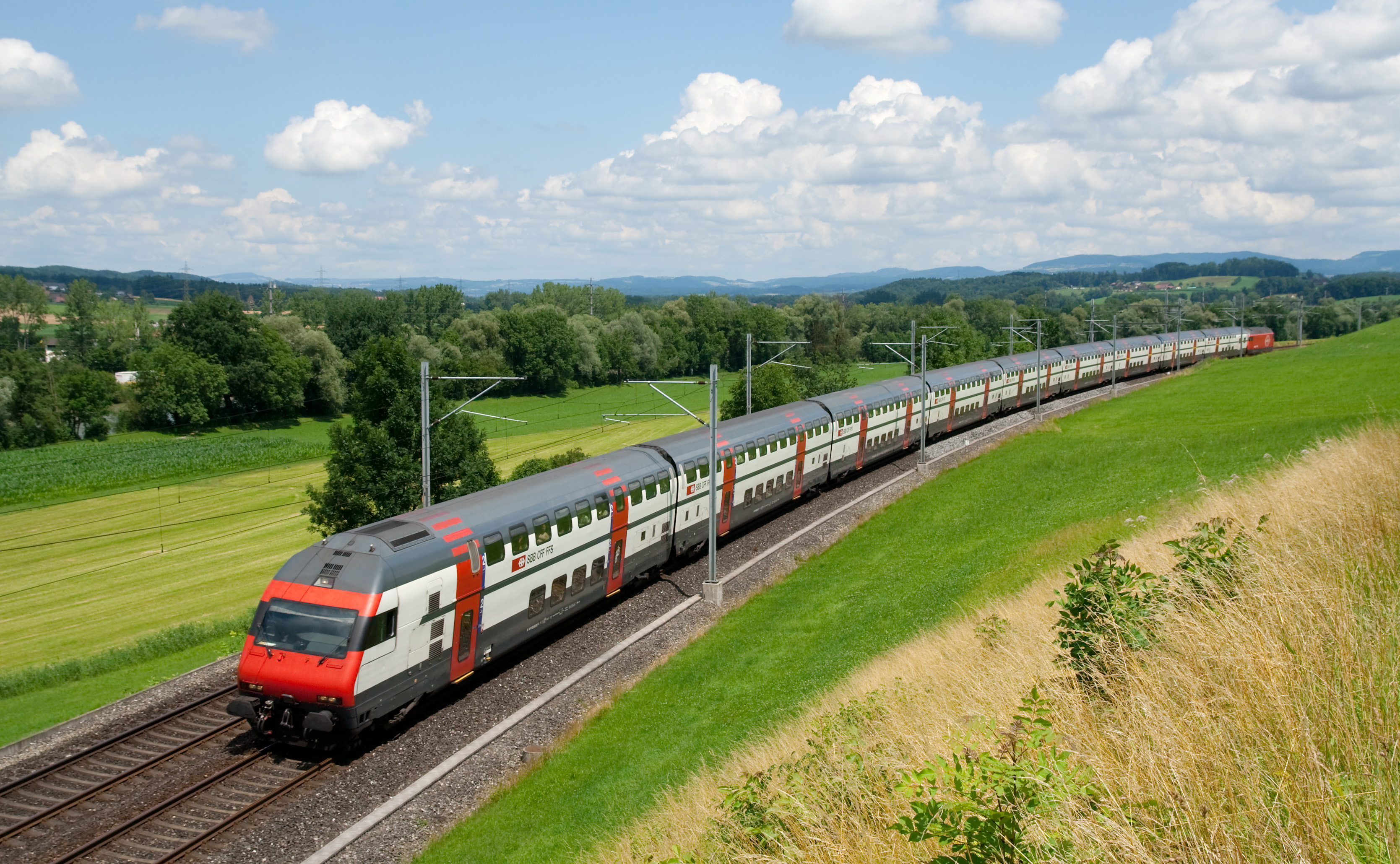
Re460形とIC2000系によるチューリッヒ-ルツェルン間のインターシティ

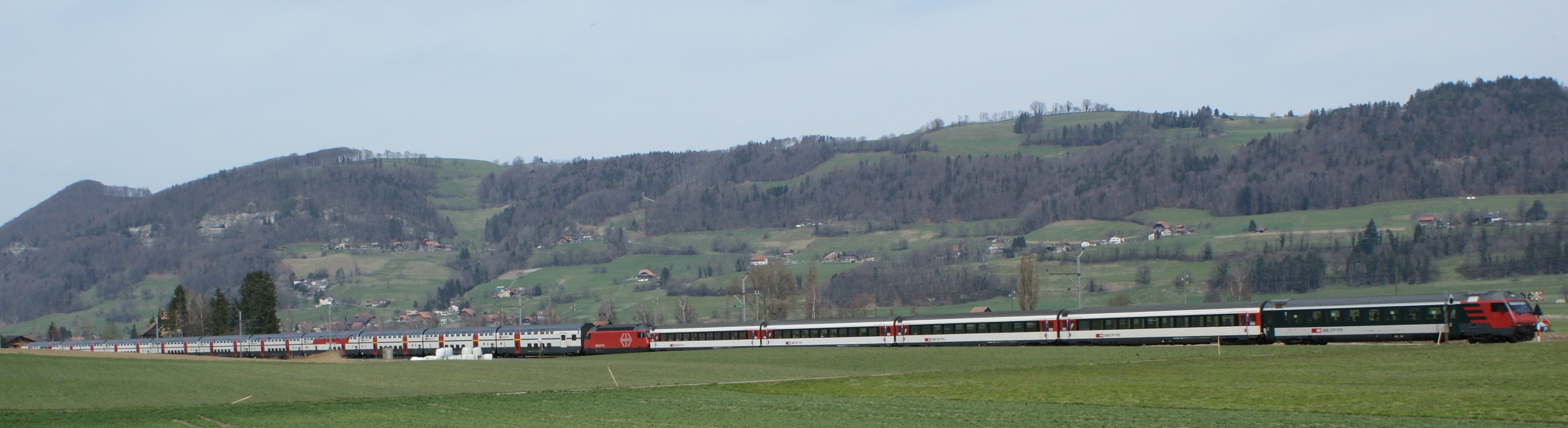
インターシティ列車、2階建のIC2000系の列車にEW IV系の制御客車などを増結

- バーン2000計画によるインターシティ列車では最高速度200km/h対応で2階建、10両編成のIC2000系客車と編成を組んだプッシュプル式で、ベルン-オルテン間のマットシュテッテン-ロートリスト新線や、アルプトランジット計画による新しいレッチュベルクベーストンネルを含む主要路線で運転され、例えばチューリッヒ-ベルン間のインターシティ列車はそれまでの所要69分、表定速度106km/hから200km/h運転の高速新線経由で所要56分、表定速度126km/hにスピードアップされている。なお、高速新線での最高速度は、当初は信号設備等の関係で160km/hであったが、2007年12月よりETCS level2対応となって200km/h運転が開始され、本機もそれに対応するため軸受の改造などの対応工事を実施している。また、全長34.6km、最急勾配13パーミルのレッチュベルクベーストンネルでは2007年12月の開業時よりRe460形牽引のインターシティは200km/h運転となっている。2008年ダイヤでのRe460形とIC2000系客車によるインターシティおよびインターレギオの運行区間は以下の通り。
  - ザンクト・ガレン - チューリッヒ - ベルン - ローザンヌ - ジュネーヴ - ジュネーヴ・コアントラン国際空港
  - ロマンスホルン - チューリッヒ - ベルン - ブリーク
  - インターラーケン - ベルン - オルテン - バーゼル
  - ビール/ビエンヌ - ベルン
  - ルツェルン - チューリッヒ（ - チューリッヒ空港）
  - ベルン - ブルグドルフ - オルテン
  - バーゼル - チューリッヒ空港
  - バーゼル - チューリッヒ（ - クール）
- EW IV[9]系客車などによるインターシティ列車では最高速度160km/hのプッシュプル式で運転されている。なお、EW IV系は順次200km/h対応化改造がされて高速列車にも使用されるようになっているほか、IC2000系、EW IV系ともに制御客車の正面デザインは本機と同じものとなっている。
- 貨物列車ではゴッタルド峠越えなど多岐に渡り単機または重連で貨物列車を牽引しており、2000年からは096-118号機が無線遠隔制御による重連総括制御システム対応となっており、識別のためにRef460形とも呼ばれている。なお2004年にスイス国鉄の旅客・貨物部門が分離した際には000-078号機が旅客会社に、079-118号機が貨物会社の所属になったが、後に全機がスイス国鉄の旅客会社の所属となったため、現在では貨物列車の牽引には使用されていない。

## 同形機

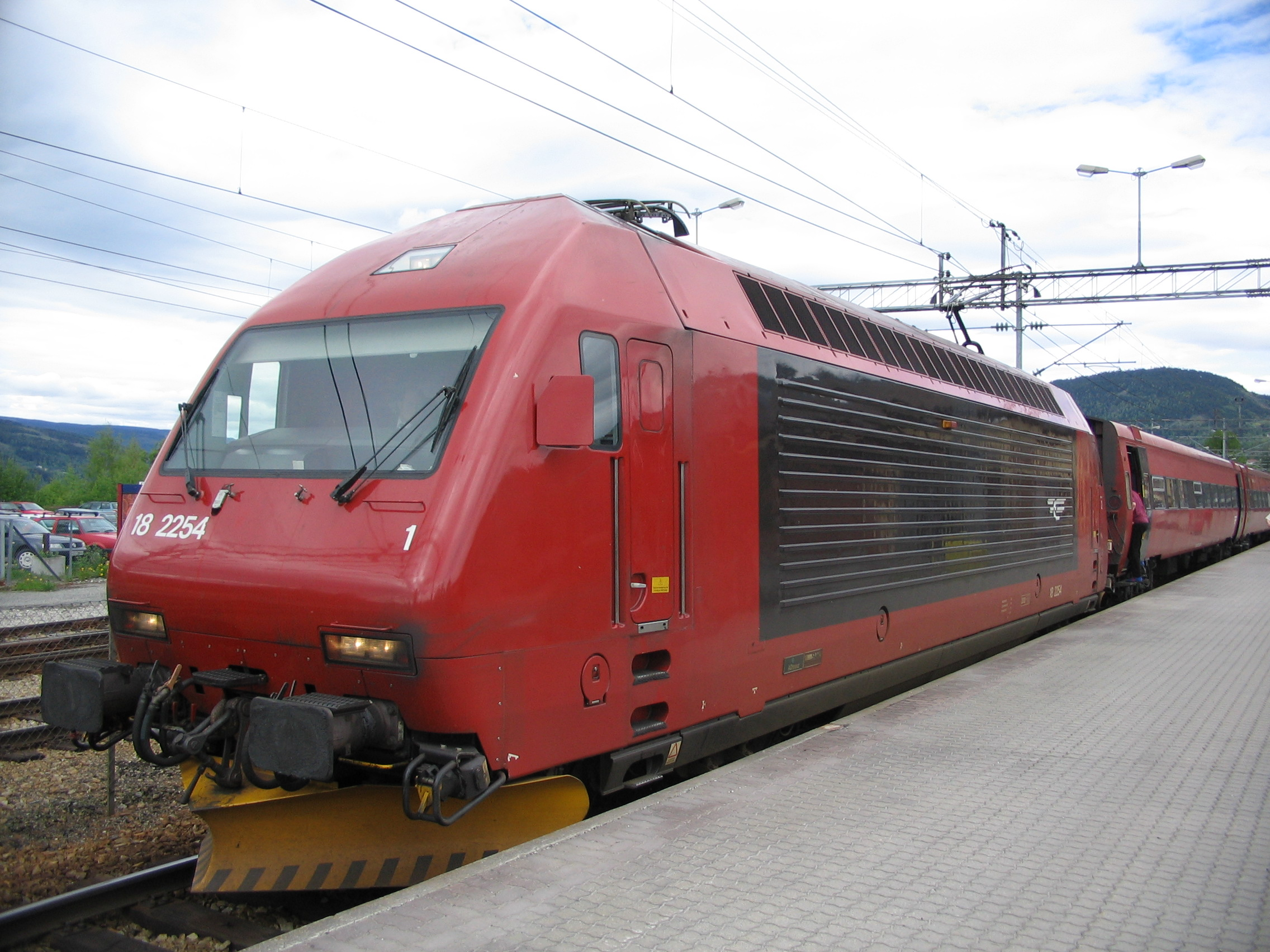
ノルウェー国鉄El18形

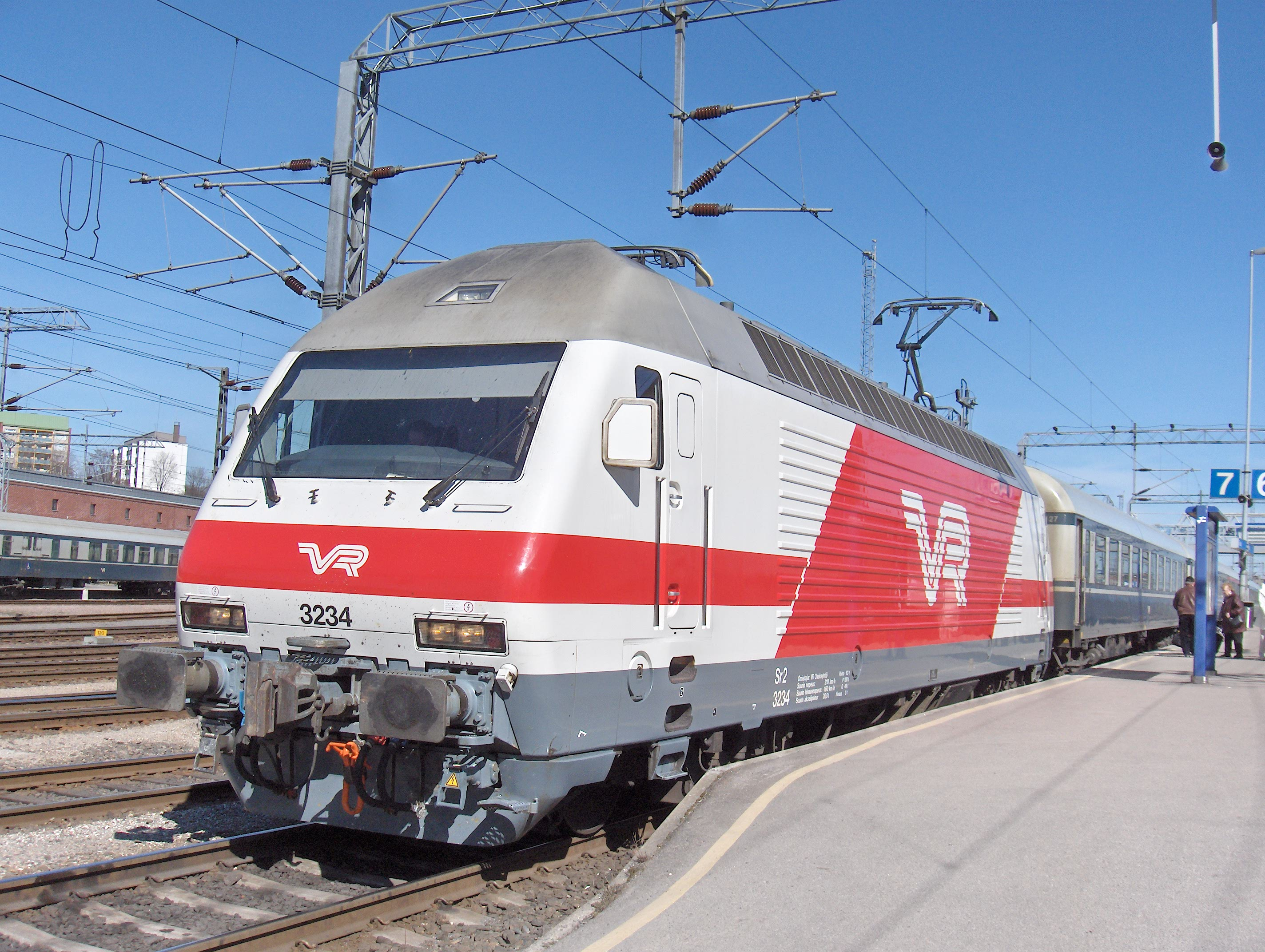
フィンランド国鉄Sr2形

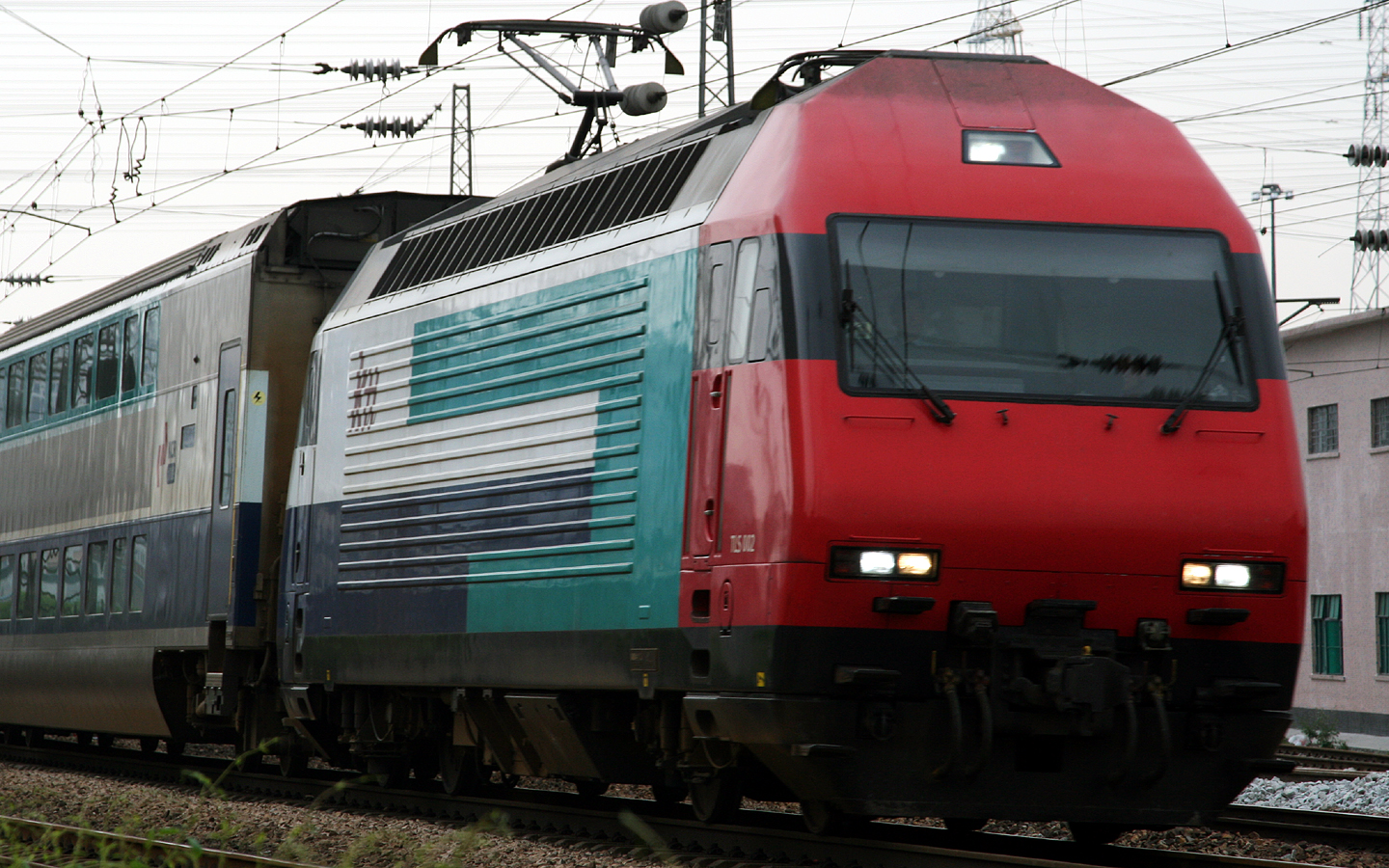
香港MTRの電気機関車

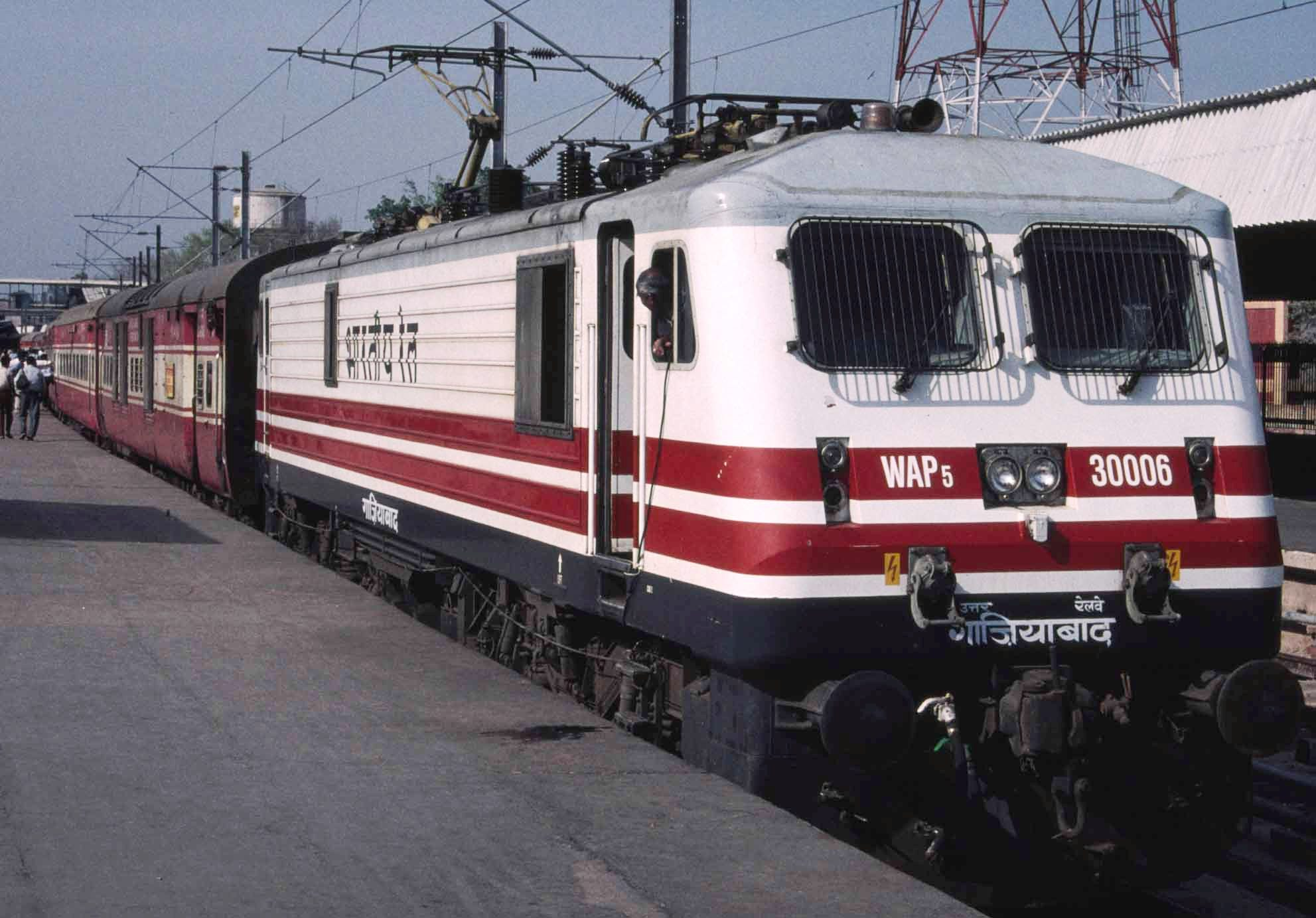
インド鉄道WAP5形

スイス国内ではBLS AGが同形機を導入している。また、現在ヨーロッパで広く行われている機関車の国際的な標準化のはしりとして、スイス以外の3カ国で同形機が導入された他、インド向けにLoK2000の技術を用いた電気機関車が生産されている。

### ベルン-レッチュベルク-シンプロン鉄道Re465形
- レッチュベルクトンネルを擁するスイスの有力私鉄であるベルン-レッチュベルク-シンプロン鉄道では出力増強、インバータの1C1M化などの改良を施したRe465形電気機関車を18両運用している。なお、このうち9両は当初スイス国鉄が保有し、同鉄道にリースされていた。

### ノルウェー国鉄El18形
- ノルウェー国鉄[11]では正面下部に大型のスノープラウをつけてEl18形2241-2262号機として1996-97年にかけて22両が導入された。
- システムは1C1MのRe465形系統のもので、連続定格出力は5400kW、最高速度は200km/hに設定され、製造はSLM、Adtranz[12]である。なお、導入前の1993年にはスイス国鉄からRe460形055号機を借り入れて試運転を実施している。

### フィンランド国鉄Sr2形
- フィンランド国鉄[13]ではSr2形3201-3246号機として1996-03年に46両が導入された。
- 本機もシステムはRe465形系統で連続定格出力は5000kW、1時間定格出力6100kW、最高速度210kmに設定されているほか、電気方式がAC25KV 50Hzに、軌間が1524mmに変更され、連結器が自動連結器になり、耐寒性能も強化されている。なお、製造はSLM、Adtranz、ボンバルディア・トランスポーテーション[14]。

### MTR港鉄
- 香港の九広鉄道ではTLN001号機、TLS002号機として1997年に2両が導入された。架線電圧25kV50Hz用となっている。連結器は自動連結器、最高速度は160km/hである。
- 編成を組むステンレス製2階建て客車は日本の近畿車輛製である。

### インド鉄道WAP5形
- インド鉄道が1995年以降導入している旅客用電気機関車。Lok2000の技術を用いて製造され、最初の10両はABBによって生産された。
- 2000年以降はインド国内のチッタランジャン機関車工場（英語版）で製造が行われている。